# Жужелица гладкая
Жужелица гладкая (лат. Carabus glabratus) — вид жуков-жужелиц из подсемейства собственно жужелиц. Распространён в Европе и России. Взрослые насекомые длиной 22—32 мм. Тело чёрное, сверху по краям с лёгким синим оттенком, очень выпуклое. Надкрылья густо, равномерно покрывают очень маленькие зёрнышки, не образуют рядов, без бороздок и ямок.